# Inlamawane
Inlamawane est une localité et une commune rurale du Mali chef-lieu d'arrondissement et de cercle dans la région de Ménaka. La commune a pour chef-lieu la localité de Inlamawane.

## Géographie
La localité de Inlamawane est située à 25 km à l'ouest de la frontière du Niger et à l'est du chef-lieu de région Ménaka.

## Histoire
La commune est créée en 2018.

## Villages et fractions
La commune est composée de 20 localités, dont 4 villages :
- Inlamawane
- Intéchak
- Sassaw
- Tintilit

et 16 fractions :
- Imakalkalane
- Kel-Tagayarte
- Kel-Agueris II
- Kel-Tabaykorte
- Kel-Tagayarte II
- Achaktlam
- Tandaroka Fanfi
- Kel Dinnig
- Tilemedess Imakalkalane
- Ifarkassane Imakalkalane
- Imakalkalane Tandaroka
- Talahahamt Imakalkalane
- Imakalkalane III
- Imalkakalane IV
- Kel Agueri II
- Kel Dinnig